# Cloueur

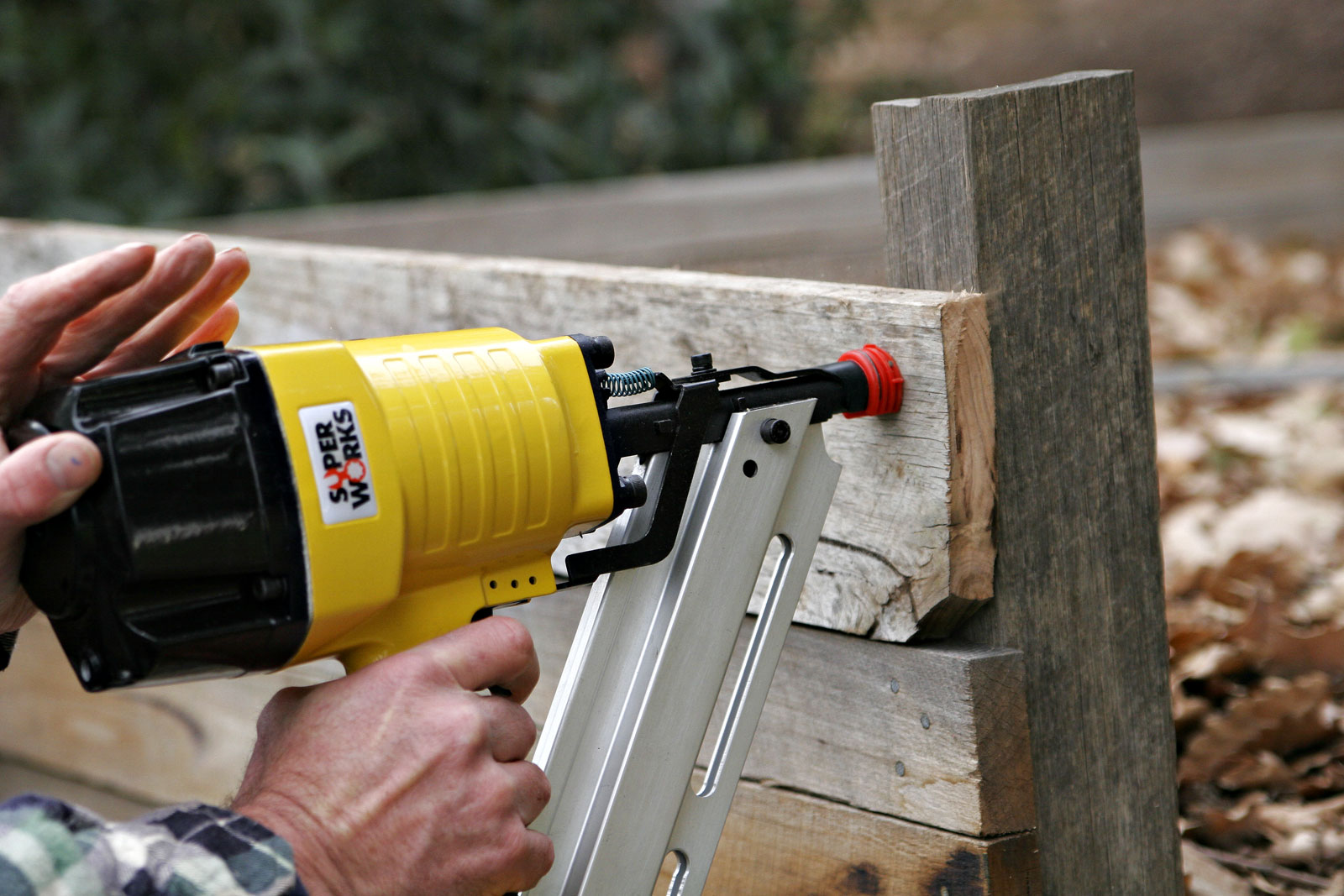
Un cloueur pneumatique.

Un cloueur ou une cloueuse est un outil permettant d'enfoncer des clous.

## Aspects techniques
On distingue plusieurs technologies de cloueurs, destinés à plusieurs usages.
- Cloueur pneumatique, raccordé à un réseau d'air comprimé.
- Cloueur électrique, où l'énergie est apportée par une batterie ou une prise électrique.
- Cloueur à gaz, où l'énergie est apportée par la détonation d'un gaz combustible. Une batterie électrique est également nécessaire pour assurer le contrôle électronique de l'outil.
- Cloueur à poudre, où le clou est associé à une charge de poudre à canon. Ce type de cloueur s'apparente à une arme à feu.
- Cloueur à poudre où le clou n'est pas directement associé à une charge de poudre à canon. Un piston s'intercale entre la charge et le clou tir indirect. Sans pression sur l'extrémité du cloueur, le clou n'a aucune force.

## Usages
- Cloueur à spits, typiquement des cloueurs à poudre.
- Cloueur de charpentier, pour enfoncer des clous à tête de diamètre typique 2,5 mm et de longueur 60 à 90 mm. Ils sont généralement à gaz ou à batteries ; cependant, pour les travaux de charpenterie-menuiserie dans les chantiers de construction domiciliaire, la quasi-totalité des travailleurs utilisent des cloueurs pneumatiques.
- Cloueur de finition, pour enfoncer des petits clous à tête d'homme, de section typique 1 × 1 mm. Ils sont généralement à air comprimé ou à prise électrique. Les petits modèles s'apparentent à des grosses agrafeuses, et certains sont capables de réaliser les deux tâches.

Les cloueurs emploient des clous conditionnés soit à l'unité (cloueur à poudre), soit en barrettes similaires à des agrafes, soit en rouleaux.